# 莫夏尼齊亞 (基韋爾齊區)
50°48′33″N 25°46′53″E / 50.80917°N 25.78139°E
莫夏尼齊亞（烏克蘭語：Мощаниця），是烏克蘭的村落，位於該國西部沃倫州，由盧茨克區負責管轄，始建於1590年，面積1平方公里，海拔高度190米，2001年人口304，人口密度每平方公里303.7人。